# Reservistenkrug

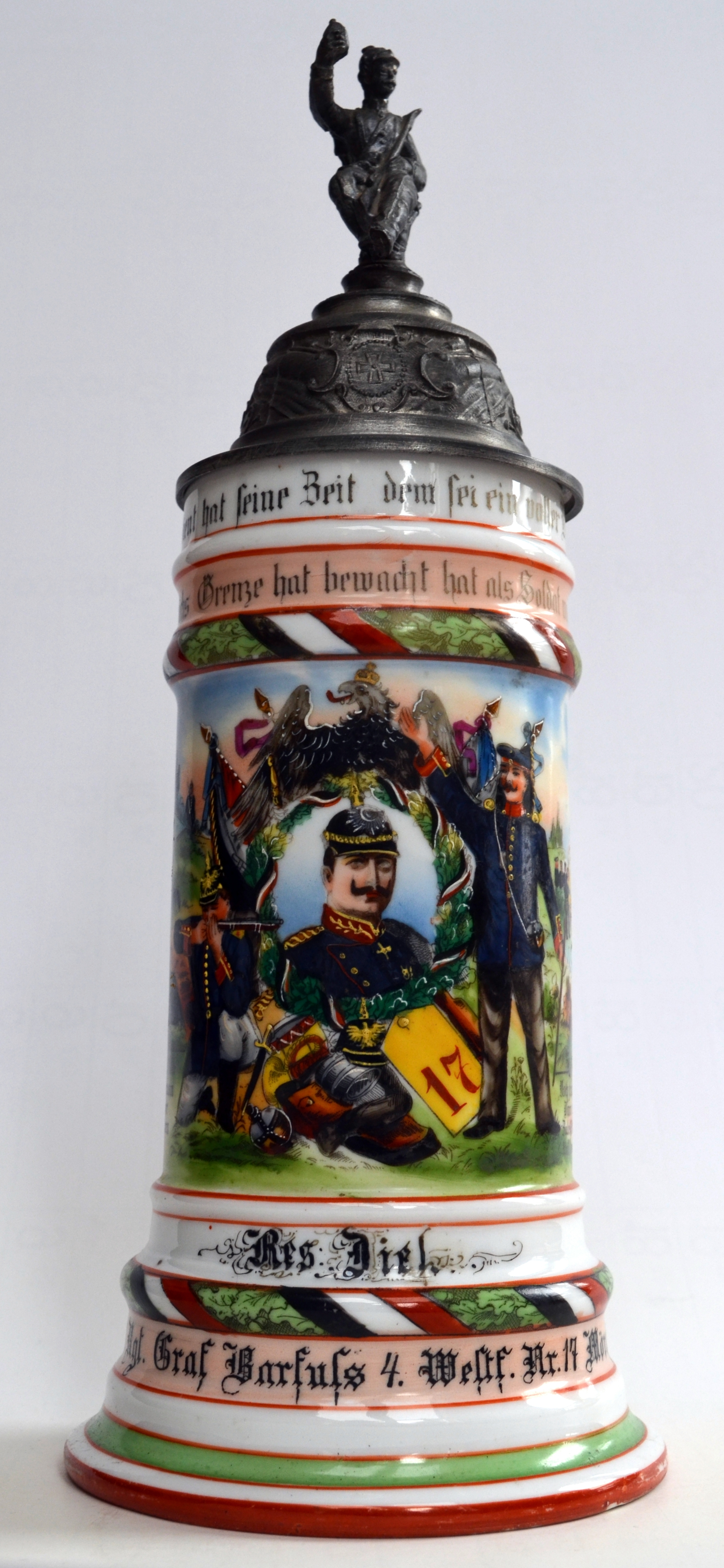
Reservistenkrug (von 1907) eines Soldaten, der beim Infanterie-Regiment „Graf Barfuß“ (4. Westfälisches) Nr. 17 in Mörchingen (Lothringen) stationiert war.

Krug eines Reservisten der 4. Comp. des Füsilier-Regiments „von Gersdorff“ (Kurhessisches) Nr. 80 mit gemalter Ansicht der Infanterie-Kaserne in der Schwalbacher Straße in Wiesbaden, 1910

Reservistenkrüge sind in Deutschland im 19. und 20. Jahrhundert von wehrpflichtigen Soldaten am Ende der Dienstzeit gekaufte Trinkgefäße, die als Andenken dienten.  

## Beschaffenheit
Sie waren reich verziert mit Bildern aus dem Soldatenalltag, ergänzt mit Aufschriften und Sprüchen über Pflichten und Sehnsüchte. Neben dem mit klangvollen Namen bezeichneten ehemaligen Regiment oder Bataillon des Reservisten und dessen Standorts war der Name des Besitzers eingefügt sowie seine Dienstzeit verzeichnet, häufig umrahmt von nationalen Symbolen. Manchmal wurden außer dem Namen des Krugbesitzers auch die Namen seiner Kameraden aus der gleichen Einheit aufgeführt.
Anfänglich wurden Reservistenkrüge von Malern freihändig ausgestaltet. Mit zunehmender Nachfrage gingen den Herstellern die Maler aus und man brachte mittels eines Stahlstiches über den Umweg eines damit befeuchteten Papieres, welches um die Krugwandung gelegt wurde, die Konturen auf den Krug auf und ließ die Umrisse dann in Massenproduktion ausmalen. Später folgte dann noch eine Produktion über aufgetragene Abziehbilder und nur noch die individuellen Namen wurden von Hand aufgemalt. Dadurch wurden die Krüge preiswerter und waren auch für weniger wohlhabende Soldaten erschwinglich. 
Die Krüge haben in der Regel einen Zinndeckel, manchmal besitzt dieser eine kleine Öffnung durch die ein Bild, etwa eine Ansicht der Garnisonsstadt sichtbar wird. Der Krugboden ist manchmal als Lithophanie gestaltet.

## Verwendung
Man zeigte damit stolz an, dass man gedient hatte. Die Krüge wurden bei Vertretern bestellt, welche mit Vorlagenbüchern von Garnison zu Garnison reisten. Nach dem Ersten Weltkrieg endete die Tradition der Reservistenkrüge. Sie sind heute beliebte Sammlerstücke, daher werden auch Reproduktionen hergestellt und fälschlicherweise manchmal auch als Originale angeboten. Andere Erinnerungsstücke Reservisten siehe Reservistika.